# Nardon Pénicaud

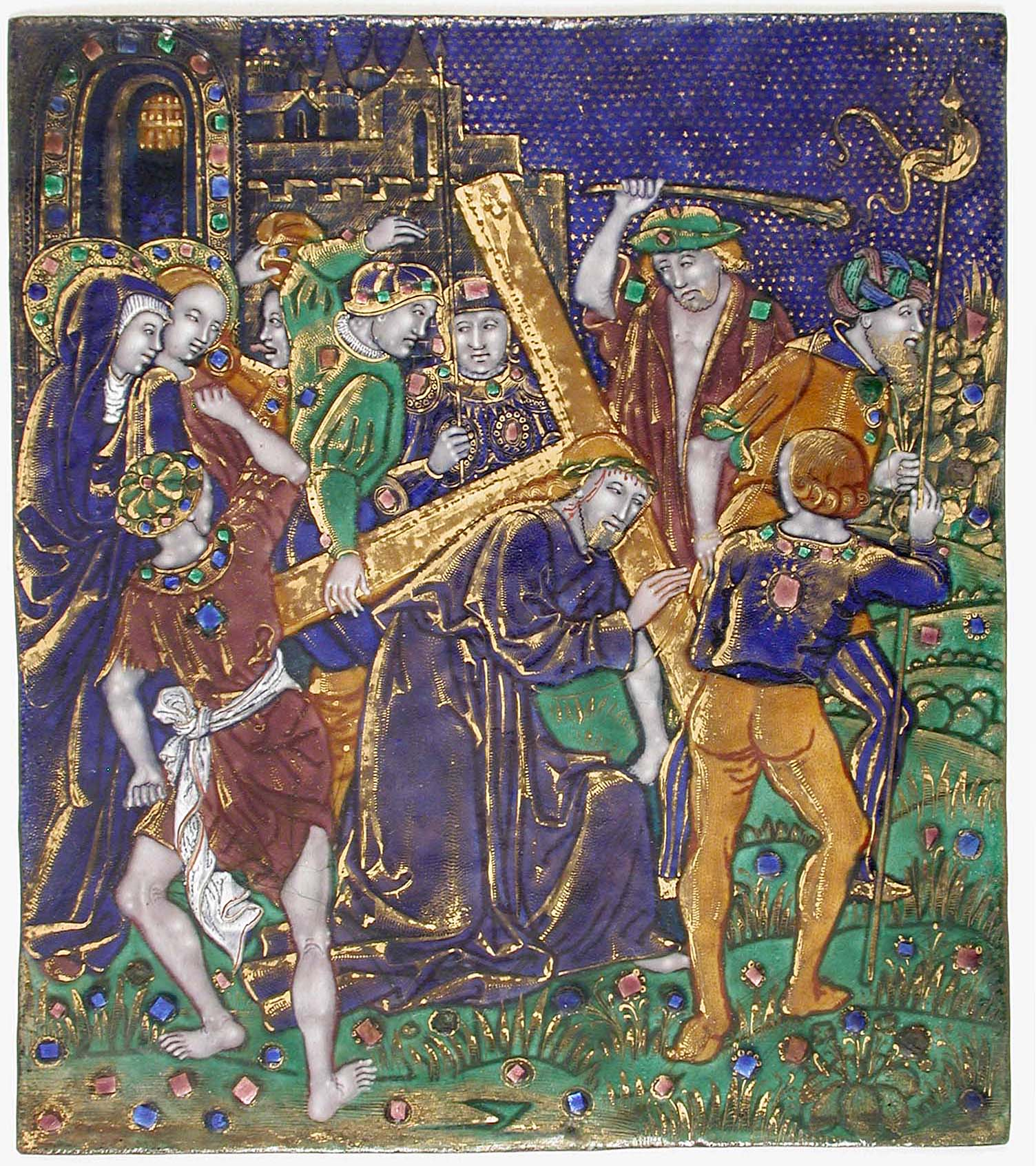
Nardon Pénicaud, Placca con Gesù porta la croce, MET

Nardon Pénicaud (Limoges, 1470 circa – Limoges, 1542 circa) è stato un pittore che dipingeva a smalto su rame - secondo i dettami di un'arte praticata a Limoges - francese.

## Biografia
Fondatore di una dinastia di pittori a smalto, insegnò le tecniche a tre suoi figli: Léonard Pénicaud (attivo dal 1510 al 1540), Jean Pénicaud I (circa 1490-post 1543) e Pierre Pénicaud, che divennero maestri nell’arte di smaltare su rame.
I suoi smalti, policromi, stesi con colori vellutati e foschi, su fondo blu intenso o nero, risentono della grande tradizione del gotico francese. Caratteristiche sono le gocce di smalto translucido, colate su un frammento di foglia d’oro o d’argento, che illuminano le scene, come fiammelle nelle tenebre. Lo smalto su rame con soggetti religiosi accompagnava il culto privato: le placche o le paci a smalto erano oggetti preziosi, riservati alla pietà personale.
Nardon Pénicaud fece testamento nel 1541.

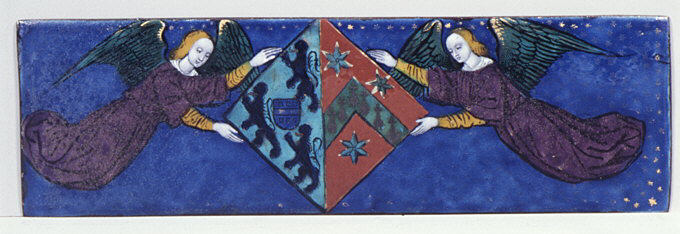
Nardon Pénicaud, Angeli con gli stemmi Halewyn e Van Ghistele, (frammento) MET

### Sue opere in musei
Al Firenze, al Museo del Bargello ci sono due smalti: Adorazione del Bambino e Annunciazione e Gesù in Pietà tra la Madonna e san Giovanni con ai lati i santi Pietro e Paolo.

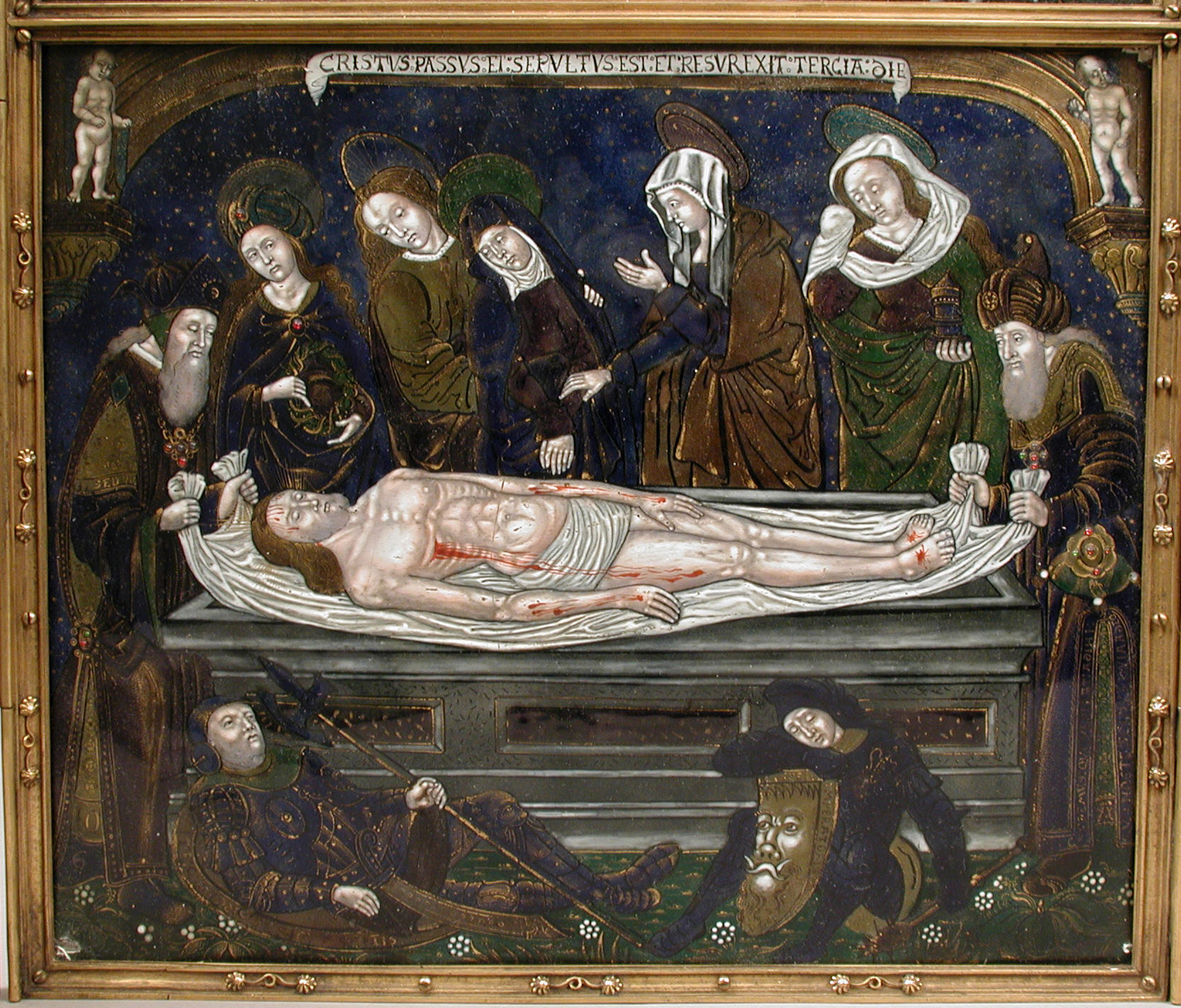
Nardon Pénicaud, Trittico con la Sepoltura di Cristo MET

Il Metropolitan Museum di New York possiede la placca con Gesù porta la croce, la placca con Adorazione dei Magi, quella con la Crocefissione, il trittico con la Passione di Cristo, il dittico con Annunciazione - databile 1510-1520 - e il frammento con Angeli che presentano due stemmi che probabilmente accompagnava una Natività.
Al Walters Art Museum si conservano il Cristo deriso, una pace con la Vergine orante, una placca con la Crocefissione, e un Cristo fra Maria e San Giovanni con gli oggetti della Passione.
Al Museo di Cluny c’è una Crocefissione, con in basso due figure di donatori e i loro stemmi: è firmata e datata 1503.